# Дубово-Василівка
Ду́бово-Васи́лівка — село Соледарської міської громади Бахмутського району Донецької області в Україні.

## Історія
За даними 1859 року Василівка (Дубове) — це панське село над річкою Дальні Ступки, що складалося з 15 господ, де проживало 114 осіб.
7 лютого 2023 року поблизу села відбувся бій.
9 березня 2023 року, у ході боїв за Бахмут, село окуповане російськими військами.

### Загинули внаслідок російського вторгнення в Україну
Рибка Валентин (1997-2023)—загинув 8 березня під час бою
Боденчук Костянтин (25.04.1977-08.03.2023)  старший лейтенант, командир 3 механізованого взводу 8 механізованої роти 3 механізованого батальйону 24 ОМБр -загинув 8 березня  2023 року під час бою.

## Населення
За даними перепису 2001 року населення села становило 13 осіб, з них усі 100 % зазначили рідною українську мову.